# Tượng (nhân vật truyền thuyết)
Tượng (chữ Hán: 象, bính âm: Xiàng) là 1 nhân vật truyền thuyết được cho là sống vào thời Đường Nghiêu trong lịch sử Trung Quốc. Theo sách Nhị thập tứ hiếu của Quách Cư Nghiệp đời nhà Nguyên thì Tượng là em cùng cha khác mẹ với đế Thuấn Diêu Trọng Hoa. Sử Ký Tư Mã Thiên - Ngũ Đế bản kỷ cũng có đề cập đến nhân vật này khi nói đến vua Thuấn, truyền thuyết có kể lại rằng sau khi vợ cả Cổ Tẩu là Ác Đăng (握登) qua đời thì ông lấy vợ kế và sinh được một trai là Tượng và 1 gái là Hệ.
Tượng được cha mẹ cưng chiều từ nhỏ nên tính tình ngạo mạn, chỉ biết nằm chơi ăn sẵn chứ chẳng chịu làm gì. Nhiều lần Tượng cùng mẹ còn kích động cha hắt hủi đánh đập anh mình là Trọng Hoa, thậm chí còn xúi giục và bày mưu đặt kế cho cha để hãm hại anh mình. Tuy nhiên tất cả những toan tính của Tượng đều thất bại do ngoài sự cảm động của trời xanh đối với mình thì Ngu Thuấn còn có cả sự mưu trí của ông nữa, sau nhiều lần không thành công cuối cùng Tượng phải bỏ ý định trừ khử anh. Mục đích của Tượng hồi nhỏ là vì ghen tị với anh còn khi lớn lên là bởi tham lam của cải do vua Nghiêu ban phát cho anh, không có thư tịch nào ghi chép lại kết cục của người này ra sao.